# Wang Dayuan
Wang Dayuan (en chino simplificado, 汪大渊, 1311–1350)  fue un viajero chino de la primera mitad del siglo XIV, durante la dinastía Yuan, recordado por haber hecho dos importantes viajes marítimos.

## Biografía
Wang Dayuan nació en  Nanchang, capital de la provincia china de Jiangxi. A continuación se instaló en Quanzhou, en la provincia de Fujian, desde donde emprendió dos viajes importantes.

### Viaje por el mar de la China meridional
Entre 1328 y 1333 navegó a lo largo del mar de la China meridional, visitando muchos lugares en el sureste de Asia y llegando hasta Asia meridional, ya en el océano Índico. Desembarcó en Bengala, Sri Lanka y la India. 
Alrededor de 1330, Wang visitó la región al sur de la de la península de Malaca, donde había un pequeño puerto de escala sin importancia, llamado Dan Ma Xi (淡 马 锡, del malayo Tamasik) con residentes malayos y chinos. En realidad se trataba de Temasek («la ciudad del mar», en javanés), que luego se convertiría en la actual Singapur.

### Viaje por África
Entre 1334 y 1339, visitó el norte de África y el este de África. Llegó al puerto de  Adén, en el Yemen actual, y viajando en navíos árabes, visitó África del Norte, desde Egipto hasta la costa atlántica de Marruecos, y el África oriental, llegando a Mogadiscio y el Sultanato de Kilwa, en la actual Tanzania.

### Obra
De regreso en Quanzhou, describió sus viajes en un libro llamado Daoyi zhilüe jiaoshi (岛夷志略),  (Dao Yi Zhi Lue), fechado en 1349, y que es uno de los pocos registros que documentan la historia temprana de Singapur.